# Amedee Reyburn
Amedee Valle Reyburn (ur. 25 marca 1879 w Saint Louis, zm. 10 lutego 1920) – amerykański pływak i piłkarz wodny, medalista olimpijski Letnich Igrzysk 1904 w Saint Louis.
Razem z klubem Missouri Athletic Club zdobył dwa brązowe medale olimpijskie w sztafecie pływackiej na 4 × 50 jardów stylem dowolnym oraz w turnieju piłki wodnej.